# Extrusió de polímers

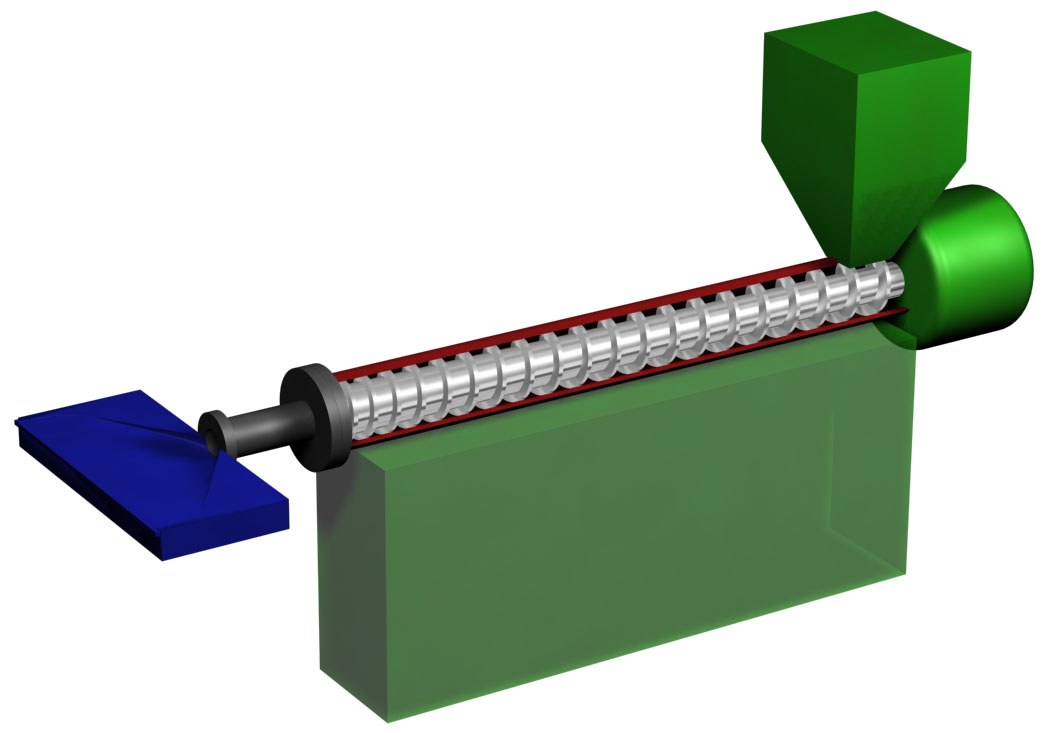
Esquema d'una extrusora de polímers termoplàstics

L'extrusió de polímers és un procés industrial, basat en el principi d'extrusió general, però l'enginyeria de polímers ha desenvolupat paràmetres específics pel plàstic, de manera que s'estudia aquest procés a part de l'extrusió de metalls o altres materials.

## Procés bàsic
El polímer fos, és forçat a passar a través d'un dau o filera, per mitjà de l'empenta generada per l'acció giratòria d'un vis sens fi que gira concèntricament en una càmera o camisa a temperatures controlades, amb una separació mil·limètrica entre els dos elements. El Vis sense fi és alimentat per mitjà d'una tremuja en un extrem de la màquina. El polímer avança, es fon, es mescla en la càmera i finalment surt per la filera que li dona la forma final.

## Diferents Tipus d'extrusió
- Perfils
- Multi-filament
- Mono filament
- Tubs i mànegues
- Recobriment de cable
- Planxes mono-capa i multi-capa
- Bossa
- Bufat d'ampolles
- Extrusió de semi-acabats (barres i plaques).

Els diferents tipus d'extrusió tenen en comú que tots fan servir una extrusora com a element per a fondre i plastificar el polímer. La diferencia rau en la resta de la instal·lació que sol ser diferent segons cada fabricat.

## Fusió del polímer
El polímer fon per acció mecànica en combinació de la temperatura per mitjà de l'escalfament de la camisa exterior. L'acció mecànica inclou els esforços de tall i arrossegament, que empeny el polímer cap la filera i provoca un increment en la pressió.
La primera fusió es produeix en la pared interna de la càmera o camisa, en forma d'una prima pel·lícula. Quan aquesta pel·lícula creix, es desprèn de la pared pel gir del Vis, en un moviment semblant a un remolí. Això continua fins que es fon tot el polímer.
Fusió i arrossegament:
Si el material s'adhereix al vis i rellisca sobre la pared de la camisa, llavors l'arrossegament se cero 
, i el material gira amb el vis sens fi.
Si en canvi, el material no rellisca amb la paret de la camisa i rellisca amb el vis, llavors l'arrossegament és màxim i el transport de material correcta.
En la realitat el polímer experimenta fricció, tant en la paret de la camisa, com en el vis, les forces de fricció determinen l'arrossegament del polímer.
Per obtenir produccions òptimes s'ha d'utilitzar un vis adequat i unes temperatures precises segons el polímer que es treballa. Per materials que agafen humitat (niló, polièster…) es fan servir tremuges amb assecador d'aire o millor un equip de des-humificació.

## Filera

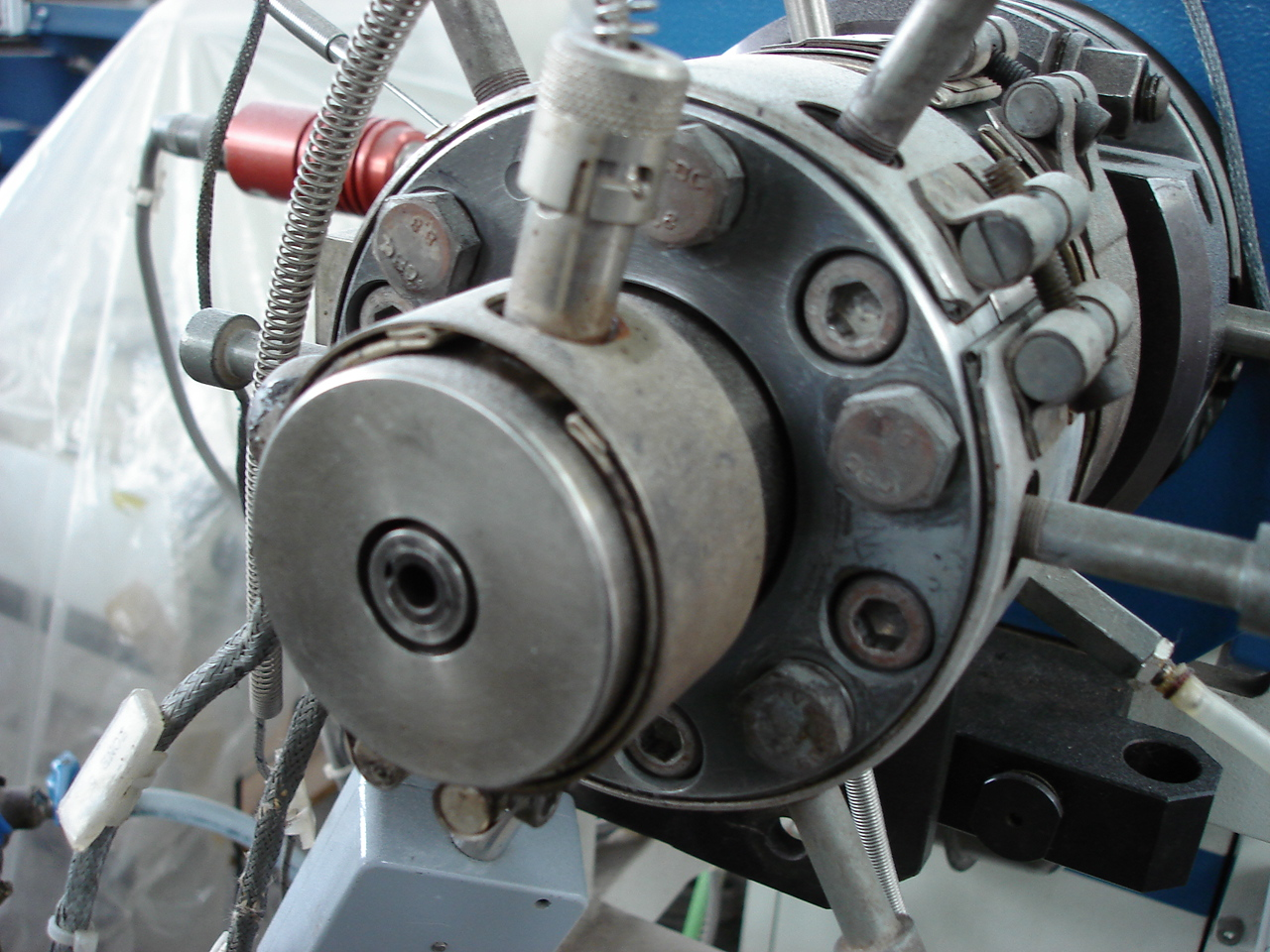
Filera d'extrusió per polímers

Gràcies a la filera, el polímer pren la forma desitjada. La filera es considera com un consumidor de pressió, ja que al final del vis la pressió és màxima, mentre que a la sortida de la filera la pressió és igual a la pressió atmosfèrica. La pressió alta que experimenta el polímer avanç de la filera, ajuda que el procés sigui estable i continu. Hi ha diferents tipus de fileres: per tubs, per planxes i per perfils de complicades geometries, cada un té característiques de disseny especials que permeten al polímer adquirir la seva forma final.

## Calibrat i acabat final
Alguns processos, en especial la fabricació de perfils i tub, disposen davant de la filera de la part de calibratge a on el material pren la forma correcta i es refreda gràcies a una banyera posterior i un equip d'estirament. Finalment el perfil és tallat a la llargada necessària, o enrotllat en el cas de cables elèctrics i tubs de petit diàmetre. Altres processos utilitzen acabats d'impressió de tinta.